# Wereldkampioenschap voetbal 2018 (Groep C) Frankrijk - Peru
Dit artikel gaat over de wedstrijd in de groepsfase in groep C tussen Frankrijk en Peru die gespeeld werd op donderdag 21 juni 2018 tijdens het wereldkampioenschap voetbal 2018. Het duel was de 25e wedstrijd van het toernooi.

## Voorafgaand aan de wedstrijd
- Frankrijk stond bij aanvang van het toernooi op de 7e plaats van de FIFA-wereldranglijst.[1]
- Peru staat bij aanvang van het toernooi op de 11e plaats van de FIFA-wereldranglijst.[2]
- De confrontatie tussen de nationale elftallen van Frankrijk en Peru vond één maal eerder plaats.[3]
- Het duel vindt plaats in het Centraal Stadion in Jekaterinenburg. Dit stadion werd in 1957 geopend en heeft een capaciteit van 44.130.

## Wedstrijdgegevens[4]
| Datum                | 21 juni 2018                                                                                             | 21 juni 2018                                                                                             |
| Wedstrijdnummer      | 25 | 25 |
| Stadion              | Centraal Stadion, Jekaterinenburg                                                                        | Centraal Stadion, Jekaterinenburg                                                                        |
| Toeschouwers         | 32.789                                                                                                   | 32.789                                                                                                   |
| Scheidsrechter       | Mohammed Abdulla Mohamed                                                                                 | Mohammed Abdulla Mohamed                                                                                 |
| Assistenten          | Mohamed Alhammadi Hasan Almahri                                                                          | Mohamed Alhammadi Hasan Almahri                                                                          |
| Vierde official      | Janny Sikazwe                                                                                            | Janny Sikazwe                                                                                            |
| Videoscheidsrechters | Daniele Orsato Taleb Al-Marri (assistent) Abdulrahman Al-Jassim (assistent) Szymon Marciniak (assistent) | Daniele Orsato Taleb Al-Marri (assistent) Abdulrahman Al-Jassim (assistent) Szymon Marciniak (assistent) |
| Man van de wedstrijd | Kylian Mbappé                                                                                            | Kylian Mbappé                                                                                            |
|                      | Frankrijk                                                                                                | Peru |
| Doelpunten           | 1 | 0 |
| Gele kaarten         | 2 | 2 |
| Rode kaarten         | 0 | 0 |
| Wissels              | 3 | 3 |
| Schoten op doel      | 6 | 4 |
| Schoten naast doel   | 6 | 6 |
| Overtredingen        | 11 | 15 |
| Hoekschoppen         | 5 | 3 |
| Buitenspel           | 0 | 1 |
| Vrije trappen        | 16 | 11 |
| Balbezit (%)         | 44 | 56 |

| Frankrijk | 1 – 0        | Peru |
| Kylian Mbappé 34' | goals        | |
| Didier Deschamps | bondscoach   | Ricardo Gareca |
| Hugo Lloris Benjamin Pavard Raphaël Varane Samuel Umtiti Lucas Hernández Kylian Mbappé 75' N'Golo Kanté Antoine Griezmann 80' Paul Pogba 89' Blaise Matuidi Olivier Giroud | opstellingen | Pedro Gallese Christian Ramos Luis Advíncula 46' Alberto Junior Rodríguez Miguel Trauco André Carrillo Pedro Aquino 82' Christian Cueva 46'Yoshimar Yotún Edison Flores José Paolo Guerrero |
| Ousmane Dembélé 75' Nabil Fekir 80' Steven Nzonzi 89' | wissels      | 46' Anderson Santamaria 46' Jefferson Farfán 82' Raúl Ruidíaz |
| Blaise Matuidi 16' Paul Pogba 86' | gele kaarten | 23' José Paolo Guerrero 81' Pedro Aquino |
| | rode kaarten | |